# Margaret Olwen MacMillan

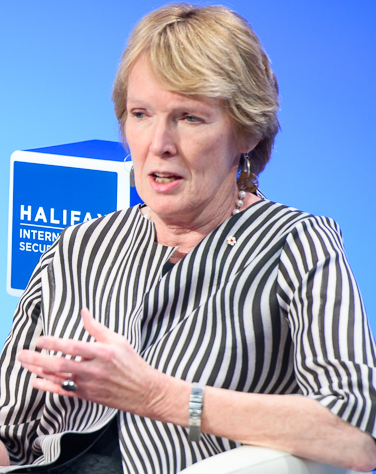
Margaret MacMillan durante o Halifax International Security Forum de 2017

Margaret Olwen MacMillan (Toronto, Ontario, Canadá, 1943) é uma historiadora e professora universitária. 